# Carpocapse des châtaignes
Cydia splendana
Pour les articles homonymes, voir Carpocapse.
Espèce
Le carpocapse des châtaignes (Cydia splendana) est une espèce d'insectes lépidoptères (papillons) de la famille des Tortricidae, originaire d'Europe.
Ce carpocapse est un insecte ravageur de certains arbres feuillus, le châtaignier (hôte préféré), le noisetier, les chênes et noyers. Les larves se développent à l'intérieur de l'amande des fruits.

## Description
L'individu adulte mesure 13 à 18 mm d'envergure. Ailes antérieures trapézoïdales, gris cendré, traversées de fines lignes claires ; à l'angle postérieur, une tache gris argenté bordée de brun et renfermant 4 petits traits noirs.
La larve mesure 12 à 16 mm, assez épaisse, blanche ou rosée avec le premier segment thoracique brun foncé ; pattes abdominales avec 16 à 18 crochets disposés sur une circonférence ; pattes anales avec 8 à 9 crochets groupés à l'avant ; pas de peigne anal.
La chenille hiverne dans un cocon blanc, ovoïde, long de 8 à 10 mm, agglomérant de la terre et divers débris, à une profondeur de 5 à 8 cm sous terre ou sous les écorces de la plante-hôte.

## Biologie
L'espèce produit une génération par an. À la fin de son développement (de la mi-septembre à la mi-novembre avec un maximum vers le 10 octobre), la chenille abandonne le fruit en faisant un trou de 2 à 3 mm de diamètre et se confectionne dans la terre une coque soyeuse dans laquelle elle hiverne. Dans le Sud de la France, elle se nymphose en juillet et les papillons apparaissent durant la 2e quinzaine du mois d'août.
- Plantes-hôtes : le châtaignier, les chênes (Quercus), les noyers, plus rarement le noisetier.
- Adulte : la ponte commence 24 heures après la sortie des femelles et s'échelonne sur une dizaine de jours. Fécondité moyenne : 60 œufs.
- Œuf : ils sont déposés à la face inférieure et surtout à la face supérieure des feuilles. Durée d'évolution, 10 à 15 jours.
- Larve : elle passe par 5 stades et sa croissance dure 3 semaines. La jeune chenille circule sur le feuillage et les rameaux puis pénètre dans les bogues au voisinage du point d'insertion ; elle s'introduit dans le fruit par le hile puis ronge l'intérieur de l'amande et souille le fruit de ses excréments.

## Dégâts
C'est un ravageur du Châtaignier, la présence de fruits attaqués déprécie la qualité de la production et nécessite des opérations de tri onéreuses.

## Traitements
- Piège à phéromones : ce piège permet d’attirer les papillons mâles. Pièges situés entre 3 et 8 m de hauteur dans la couronne fruitière.
- Piège alimentaire : le piège est constitué d’une bouteille en plastique de 1,5 l, remplie au quart d’une solution aqueuse de miel (10 %). La bouteille est percée de petits trous dans sa partie supérieure pour le passage des papillons. Le liquide est renouvelé quand il est trop évaporé.
- D'autres moyens de lutte contre les carpocapses sont présentés dans l'article général sur les carpocapse